# Ducatul de Friuli
Ducatul de Friuli a fost unul dintre marile ducate teritoriale ale longobarzilor stabiliți în Italia, fiind totodată și primul întemeiat. El a reprezentat un veritabil stat-tampon între Regatul longobard, pe de o parte, și slavi și avari pe de alta. El a constituit componenta central] a ceea ce s-a numit Austria longobardă din cadrul Langobardia Major. Alături de ducii longobarzi de Spoleto, Benevento și Trento, conducătorii ducatului de Friuli au căutat în repetate rânduri să își manifeste independența față de puterea centrală a regilor de la Pavia. 
Friuli a fost prima provincie din Italia cucerită de către longobarzii de sub comanda regelui Alboin, în anul 568. Înainte de a-și continua înaintarea în Italia bizantină, Alboin a plasat guvernarea acestui district în sarcina nepotului său de frate Gisulf I, căruia i s-a permis să își stabilească familiile nobile cărora să li se aloce pământuri. La originea sa, ducatul era mărginit de ramurile Alpilor din regiunea Carniolia și de Alpii Iulieni la nord și la răsărit și era greu accesibil dinspre acele direcții . El se mărginea la sud cu Exarhatul de Ravenna (centrul puterii bizantine în Italia la acea dată), neajungînd deocamdată la coasta Adriatică, și cu o câmpie care ducea către Pannonia, un perfect punct de acces pentru invadatorii croați, avari, iar mai târziu maghiari. Limita sa vestică era pentru moment nedefinită, până când cuceririle ulterioare au condus la întemeierea Ducatului de Ceneda, aflat dincolo de valea râului Tagliamento, între cursurile de apă ale Livenzei și Piavelui. Inițial, principalul oraș al provinciei friulane era Aquileia romană, însă capitala longobardă a Friuli a fost la Forum Julii (astăzi, Cividale del Friuli).
În 615, a fost cucerită Concordia, iar în 642 Opitergium (astăzi, Oderzo), autoritatea ducilor extinzându-se către sud în detrimentul Exarhatului de Ravenna. În 663, Cividale a fost pentru scurt timp capturat de către avari, însă regele Grimoald I l-a recucerit. După asediul Paviei din 774, regele Carol cel Mare al francilor i-a permis lui Hrodgaud să păstreze puterea asupra ducatului de Friuli. După ce Hrodgaud s-a răsculat și a căzut în luptă în anul 776, Carol cel Mare l-a înlocuit cu Marcarius. Ducatul de Friuli și-a continuat existența sub dominația francă până în 828, când a fost divizat în două ținuturi. Mai târziu, în 846 va fi transformat în Marca friulană. 